# 마원 (남송)
마원(馬遠, 1160년~1225년)은 중국 남송(南宋)의 화가이다. 자(字)는 요부(遙父), 호는 흠산(欽山)이며, 하중(河中, 지금의 산시성 옌후구) 출신인데 전당(錢塘, 지금의 저장성 항저우)으로 이주해 살았다.
가학(家學)은 하중의 불화사(弗畵師)에서 시작되었다고 하는데 5세(世) 7명의 화가를 배출시킨 일족 가운데서 가장 걸출하며 하규(夏珪)와 더불어 남송 원체화를 대표하는 화가이다. 광종(光宗) 영종조(寧宗朝)의 궁정 화가였다.
그에 이르러 북송 산수화의 웅대한 경관은 소실되고, 주산(主山)은 비스듬히 잘리어, 화면의 한구석에 밀어 붙이고 잔산잉수(殘山剩水), 변각(邊角)의 경(景), 마일각(馬一角) 등으로 불리는 일편(一片)의 자연으로 변모되었다. 여백(余白)에 시정(詩情)과 의미가 담겨진 휘종의 지도이념이 쇠약해진 형식이라 할 수 있다.

## 작품

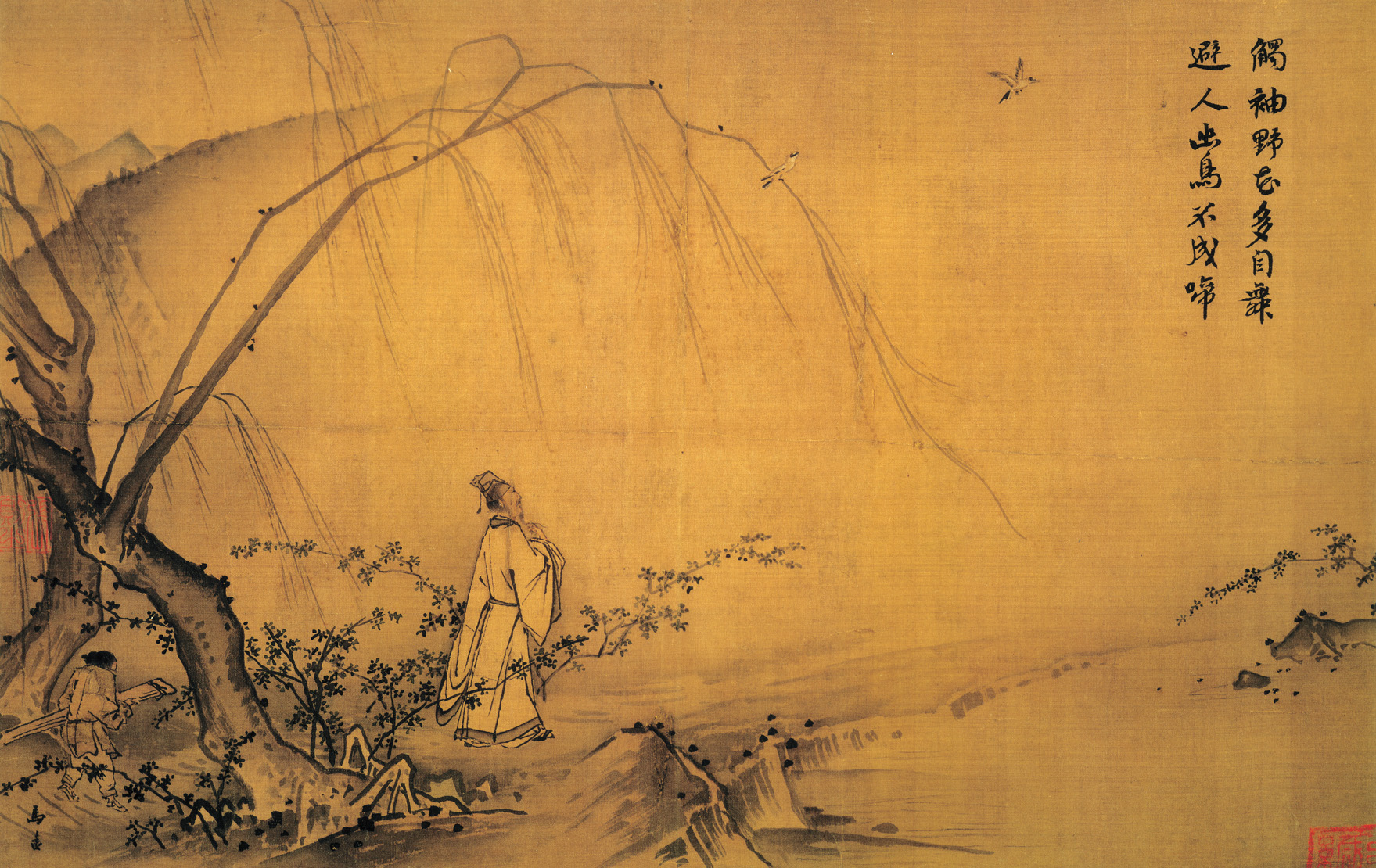
산경춘행도(山徑春行圖)
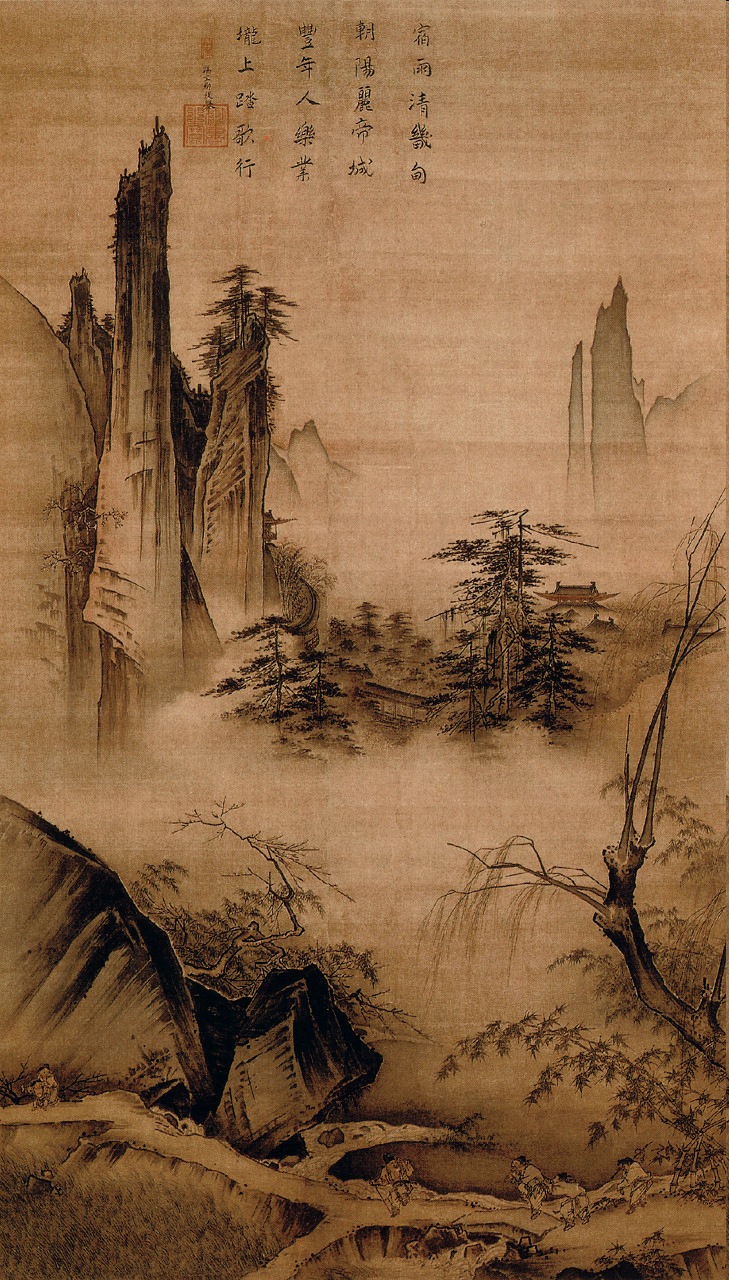
답가도(踏歌圖)
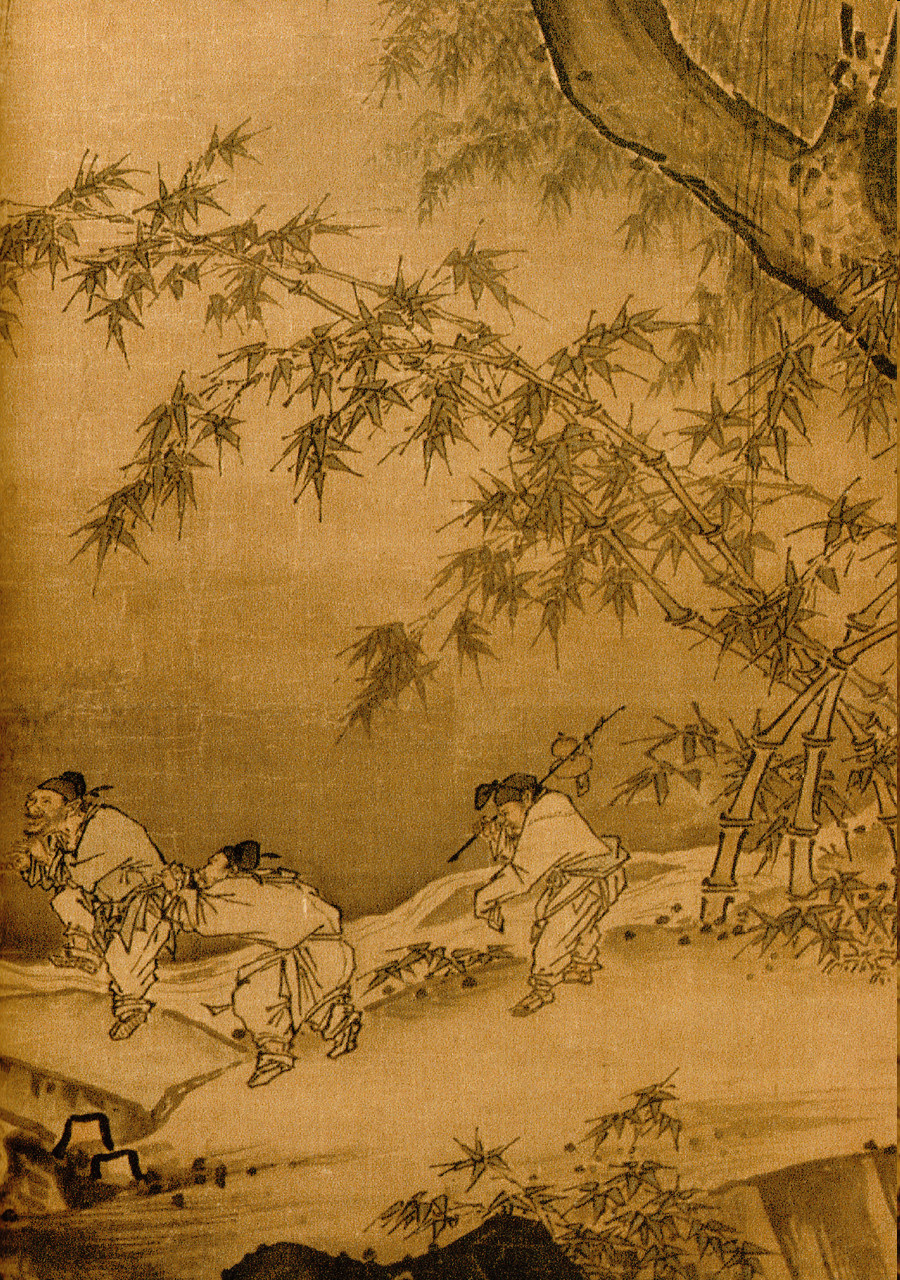
답가도 부분
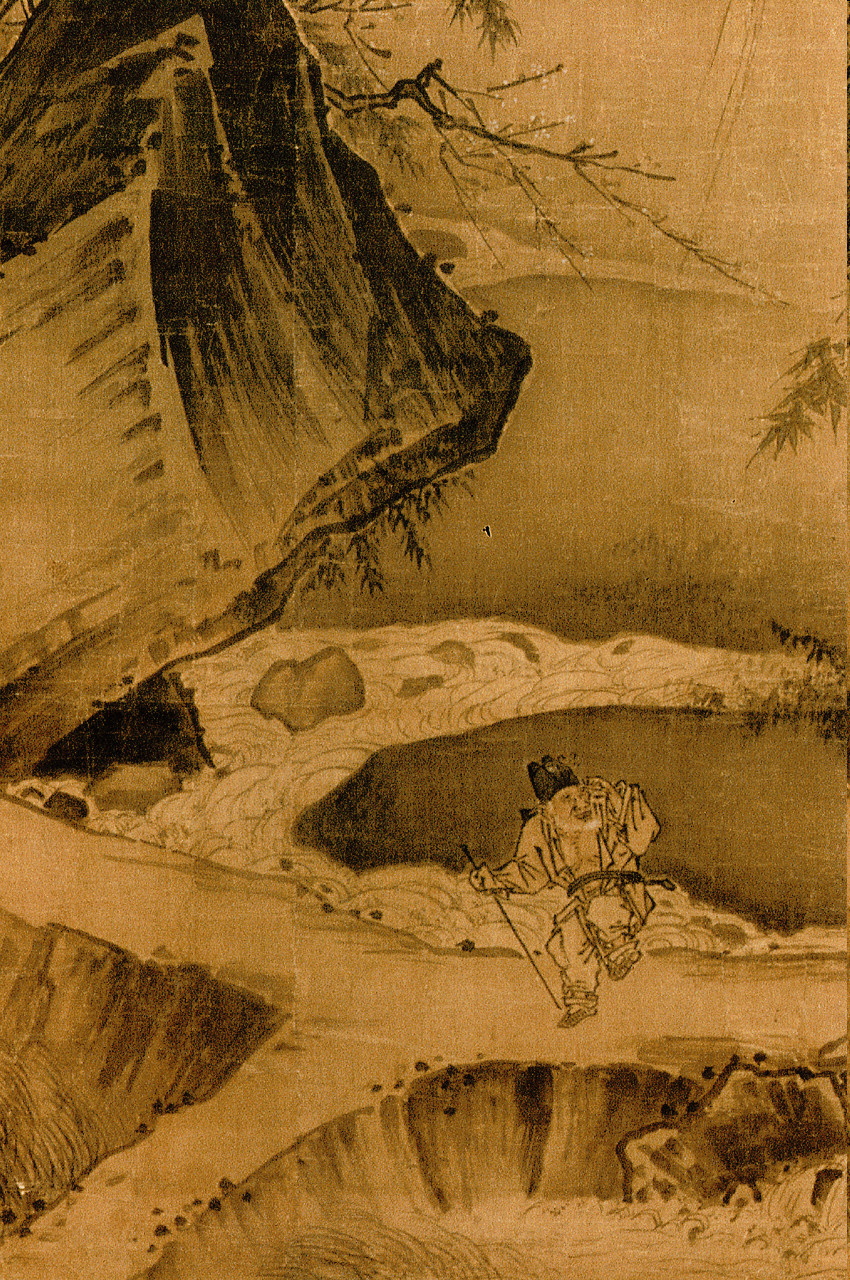
답가도 부분

## 같이 보기
- 중국화 (회화)
- 중국의 미술